# Lijst van beelden in Peel en Maas
Dit is een (onvolledige) chronologische lijst van beelden in Peel en Maas. Onder een beeld wordt hier verstaan elk driedimensionaal kunstwerk in de openbare ruimte van de Nederlandse gemeente Peel en Maas, waarbij beeld wordt gebruikt als verzamelbegrip voor sculpturen, standbeelden, installaties, gedenktekens en overige beeldhouwwerken.
Voor een volledig overzicht van de beschikbare afbeeldingen zie: Beelden in Peel en Maas op Wikimedia Commons

## Baarlo
| Geplaatst | Omschrijving                            | Kunstenaar               | Straat                                    | Plaats | Materiaal          | Afbeelding |
| --------- | --------------------------------------- | ------------------------ | ----------------------------------------- | ------ | ------------------ | ---------- |
| 1921      | Heilig Hartbeeld                        | Atelier Thissen          | Markt                                     | Baarlo |                    |            |
| 1937      | De Heilige Familie                      | Piet Peters              | Raayerveldlaan 6 of Napoleonsbaan Zuid 26 | Baarlo |                    |            |
| 1944      | Bevrijdingsmonument Baarlo              | Piet Peters              | Kasteeltuin (Kasteel De Raay)             | Baarlo |                    |            |
| 1969      | Vogel (Monument 2e WO)                  | Wim Rijvers              | Baron van Erplaan                         | Baarlo |                    |            |
| 1977      | zonder titel                            | Mathieu Knippenbergh     | Baron van Erplaan 1, (kasteelgracht)      | Baarlo | brons              |            |
| 1989      | Ontmoeting                              | Thomas Rodr              | Zuivelstraat                              | Baarlo | brons              |            |
| 1990      | Den Duuk                                | Thomas Rodr              | Markt 21                                  | Baarlo | brons              |            |
| 1991      | Connection                              | Shinkichi Tajiri         | Napoleonsbaan / Grotestraat               | Baarlo | gietijzer          |            |
| 1994      | Bow Knot                                | Shinkichi Tajiri         | Grotestraat                               | Baarlo | gietijzer          |            |
| 1996      | Granny's Knot                           | Shinkichi Tajiri         | Baron van Erplaan (bij watermolen)        | Baarlo | gietijzer          |            |
| 1996      | Cobra Overhand Knot                     | Shinkichi Tajiri         | Markt                                     | Baarlo | gietijzer          |            |
| 1996      | Square Knot                             | Shinkichi Tajiri         | Baron van Erplaan 1, Kasteel 'd Erp       | Baarlo | gietijzer          |            |
| 1996      | 15 Nonnen                               | Jan Boon (1925)          | Kloosterhof, appartementencomplex         | Baarlo | glas in lood       |            |
| 1997      | Overhand Temple Knot                    | Shinkichi Tajiri         | Vergelt                                   | Baarlo | gietijzer          |            |
| 2003      | zonder titel (voor ongedoopte kinderen) | Jan Boon (1925)          | Begraafplaats                             | Baarlo | hout en brons      |            |
| 2005      | 12 Sjerkes                              | Sjer Jacobs              | Voorste Horst                             | Baarlo | brons en gietijzer |            |
| 2009-2010 | Miniatuur van Baarlo (op zuil)          | Jan Janssen (kunstenaar) | Markt                                     | Baarlo | brons              |            |
| 2010      | Echtpaar op de bank                     | Bea van Dorpe            | Pastoor Geenenstraat 64                   | Baarlo | terracotta         |            |
| 2018      | Versteende Eeuwigheid                   | Karin van Ommeren        | Baron van Erplaan 1, Kasteel 'd Erp       | Baarlo | Ierse kalksteen    |            |
| 2018      | Eindeloos                               | Hans Reijnders           | Baron van Erplaan 1, Kasteel 'd Erp       | Baarlo | Belgisch hardsteen |            |
| 2018      | Vitaliteit van het water                | Lien-Chin Hou            | Tiendvrij 18                              | Baarlo | Portugees moleanos |            |
| 2018      | Dualiteit                               | Leonard Rachita          | Kwistbeeklaan                             | Baarlo | Duits Jura grau    |            |

## Beringe
| Geplaatst | Omschrijving                  | Kunstenaar            | Straat                                          | Plaats  | Materiaal            | Afbeelding |
| --------- | ----------------------------- | --------------------- | ----------------------------------------------- | ------- | -------------------- | ---------- |
| 1938      | Heilig Hartbeeld              | Atelier Thissen       | Kanaalstraat 90                                 | Beringe |                      |            |
| 1991      | Napoleon                      | Hans Reijnders        | Noordervaart / Meijelseweg (rotonde Bonaparte)  | Beringe | hardsteen            |            |
| 2002      | The Balance of Change         | Ruud Simons           | Kanaalstraat / Pastoor van Basten Batenburglaan | Beringe | cortenstaal          |            |
| 2006      | Vijf mozaïeken                | Beringse bevolking    | Kanaalstraat, Kerkplein,                        | Beringe | steen                |            |
| 2007      | 44 jaar C.V. de Beringse Kuus | Willem van der Velden | Kanaalstraat 94 (voor Café de Nabber)           | Beringe | cortenstaal en brons |            |

## Egchel
| Geplaatst | Omschrijving   | Kunstenaar        | Straat                                     | Plaats | Materiaal | Afbeelding |
| --------- | -------------- | ----------------- | ------------------------------------------ | ------ | --------- | ---------- |
| 1991      | Vliegend Paard | Lo van der Linden | Jacobusstraat / Kempstraat                 | Egchel | staal     |            |
| 2003      | De ontmoeting  | Erik Kierkels     | Van Enckevoortstraat / Kapelaan Nausstraat | Egchel | brons     |            |
| 2006      | De Aar         | Rik van Rijswick  | Egchelseweg / Hoekerstraat                 | Egchel | RVS       |            |

## Grashoek
| Geplaatst | Omschrijving       | Kunstenaar                   | Straat                                    | Plaats   | Materiaal        | Afbeelding |
| --------- | ------------------ | ---------------------------- | ----------------------------------------- | -------- | ---------------- | ---------- |
| 1997      | Het Heden enz.     | Wim Kömhoff                  | Roomweg (bij de R.K. Kerk)                | Grashoek |                  |            |
| 1997      | Kippen             | Wim Kömhoff                  | Pastoor Vullinghsstraat 1                 | Grashoek |                  |            |
| 2002      | Culturele Bloem    | Jos Beurskens                | Pastoor Vullinghsstraat 3                 | Grashoek | Petit granit     |            |
| 2006      | Tekens van de Tijd | JLeonne van de Gaar          | tegenover Elzenhof 20                     | Grashoek | brons blauwstaal |            |
| 2014      | Pioniersmonument   | Wouter Bouman en Jos Hermans | Pastoor Vullinghsstraat 1, (Oude Kerkhof) | Grashoek |                  |            |

## Helden
| Geplaatst | Omschrijving                        | Kunstenaar          | Straat                                                     | Plaats | Materiaal               | Afbeelding |
| --------- | ----------------------------------- | ------------------- | ---------------------------------------------------------- | ------ | ----------------------- | ---------- |
| 1952      | Heilig Hartbeeld of De Goede Herder | Peter Roovers       | Mariaplein (bij de R.K. Kerk)                              | Helden | gebakken klei, keramiek |            |
| 1953      | Heilige Lambertus                   | Rob Stultiens       | Mariaplein 22, (Entree van de Sint Lambertuskerk)          | Helden |                         |            |
| 1959      | Heilige Bernadette                  | Wim Rijvers         | Pastoor Knippenbergstraat 29 (BS De Liaan)                 | Helden | gebakken klei           |            |
| 1971      | Ekspansie                           | Wim Rijvers         | Roggelseweg 2                                              | Helden | aluminium, glas         |            |
| 1992      | Symbool Verscheidenheid kind        | Wim Kömhoff         | Sint Lambertusstraat / Jan van de Boschstraat (De Fontein) | Helden | brons, koper op zuil    |            |
| 1995      | Kleuterverhouding                   | Dolf Wong Lun Hing  | Lambertusstraat                                            | Helden |                         |            |
| 1998      | Oorsprong                           | Erik Kierkels       | Kesselseweg / Kloosterstraat                               | Helden | brons                   |            |
| 2002      | HeldenAAR                           | Saskia Vermeesch    | Burgemeester Van Cannstraat bij 9                          | Helden | brons                   |            |
| 2009      | Samen                               | Alphons Stadhouders | Kapelaan Verheggenstraat / Jacob van Marisring             | Helden | petit graniet           |            |
| obekend   | Zijn                                | Sjaak Smetsers      | Aan de Koeberg 3, (Museum Kerkeböske)                      | Helden | cortenstaal             |            |

## Kessel
| Geplaatst | Omschrijving                  | Kunstenaar  | Straat                       | Plaats | Materiaal     | Afbeelding |
| --------- | ----------------------------- | ----------- | ---------------------------- | ------ | ------------- | ---------- |
| 1924      | Heilig Hartbeeld              | onbekend    | Kerkplein                    | Kessel |               |            |
| 1960      | Spelende kinderen             | Wim Rijvers | Keverbergstraat 7            | Kessel | gegoten beton |            |
| 1987      | Christus ontmoet zijn moeder  | Wim Rijvers | Kerkplein (Kerkhof)          | Kessel | brons         |            |
| 2006      | Apolloniakapel (rotondekunst) | Piet Relouw | Baarskampstraat / Schijfweg  | Kessel | cortenstaal   |            |
| 2014      | Jump Off (rotondekunst)       | Jos Dirix   | Rijksweg 273 / Middenpeelweg | Kessel | cortenstaal   |            |

## Koningslust
| Geplaatst | Omschrijving                                                  | Kunstenaar         | Straat                                                     | Plaats      | Materiaal              | Afbeelding |
| --------- | ------------------------------------------------------------- | ------------------ | ---------------------------------------------------------- | ----------- | ---------------------- | ---------- |
| 1928 ca.  | Reliëfs Sint Antonius van Padua en Sint Franciscus van Assisi | onbekend           | De Koningsstraat 38 (hek, Kloosterbegraafplaats Savelberg) | Koningslust | keramiek               |            |
| 1928 ca.  | Heilig Hartbeeld                                              | onbekend           | De Koningstraat (Kloosterbegraafplaats Savelberg)          | Koningslust |                        |            |
| 1949      | De Goede Herder                                               |                    | Rochusplein                                                | Koningslust |                        |            |
| 1955      | O.L. Vrouw van Fatima                                         | onbekend           | Poorterweg (Onbevlekt Hart van Mariakerk)                  | Koningslust |                        |            |
| 1985      | Vogels                                                        | Frans Cox          | Rector Isidorusstraat 1-3                                  | Koningslust |                        |            |
| 1991      | Wording Koningslust                                           | Alfons Stadhouders | Poorterweg 50                                              | Koningslust | Ardenner graniet       |            |
| 2002      | Vlakbroek                                                     | Huub Mintjens      | Rector Isidorusstraat 3                                    | Koningslust | glas, cortenstaal, RVS |            |
| 2006      | Kern met Pit                                                  | Alda Brunenberg    | Rector Isidorusstraat                                      | Koningslust | staal en keramiek      |            |
| 2006      | Polaris                                                       | Petra Verhees      | Begraafplaats Sevenumsedijk 22                             | Koningslust | glas en steen          |            |
| 2006      | Monoliet                                                      | Petra Verhees      | Begraafplaats Sevenumsedijk 22                             | Koningslust | glas en steen          |            |

## Maasbree
| Geplaatst | Omschrijving                 | Kunstenaar                               | Straat                                                     | Plaats   | Materiaal   | Afbeelding |
| --------- | ---------------------------- | ---------------------------------------- | ---------------------------------------------------------- | -------- | ----------- | ---------- |
| 1965      | De Duiker                    | Wim Rijvers                              | Tommelvaeren                                               | Maasbree | brons       |            |
| 1968      | Entente Cordiale of Column   | Shinkichi Tajiri en Mathieu Knippenbergh | Kennedyplein 2 (binnen de Bibliotheek)                     | Maasbree | brons       |            |
| 1975      | Overgave                     | Shinkichi Tajiri en Mathieu Knippenbergh | Kennedyplein 2 (binnen de Bibliotheek)                     | Maasbree | brons       |            |
| 1990      | Strijd van Jacob en de Engel | Ariane Stam                              | Sevenumseweg / Venloseweg                                  | Maasbree | brons       |            |
| 1994      | Dierbaar                     | Pépé Grégoire                            | Hubertushof                                                | Maasbree | brons       |            |
| 1995      | Samenwerking                 | Felix van de Beek                        | In den Clockenslagh 1                                      | Maasbree | RVS         |            |
| 2001      | Miniatuur van Maasbree       | Jan Janssen (kunstenaar)                 | In den Clockenslagh                                        | Maasbree | brons       |            |
| 2009      | Zakkenlift Den Boond         | John Peeters                             | Westeringlaan 25                                           | Maasbree | cortenstaal |            |
| 2010      | De Os (rotondekunst)         | onbekend                                 | Provincialeweg N275 / Pastoor Leursstraat Rotonde Maasbree | Maasbree | gietijzer   |            |
| 2014      | Pioniersmonument             | Wouter Bouman en Jos Hermans             | Pastoor Vullinghsstraat, Oude Kerkhof                      | Maasbree | baksteen    |            |

## Meijel
| Geplaatst | Omschrijving                           | Kunstenaar         | Straat                                            | Plaats | Materiaal   | Afbeelding |
| --------- | -------------------------------------- | ------------------ | ------------------------------------------------- | ------ | ----------- | ---------- |
| 1948      | Drie keramieken van de Noodkerk        | J.H. Weegels       | Kerkstraat 9 (De Noodkerk)                        | Meijel | keramiek    |            |
| 1981      | Zonnevlucht                            | Dick van Wijk      | Kerkstraat, (BS Den Doelhof)                      | Meijel | brons       |            |
| 1986      | Het Reizend Gezag of Bisschop te paard | Dolf Wong Lun Hing | Dorpsstraat / Kurversweg                          | Meijel | brons       |            |
| 1989      | Kraanvogels                            | Kathinka Roovers   | Kapelkesweg 1                                     | Meijel | brons       |            |
| 1972      | Muntreliëf                             | Piet Schoenmakers  | Schoolstraat / Kerkveld                           | Meijel | keramiek    |            |
| 1991      | De Turfsteker (met turfblokken)        | Truus Coumans      | Raadhuisplein / Dorpsstraat                       | Meijel | brons       |            |
| 1992      | Borstbeeld Gerard Gooden               |                    | Stijlenbos Rijtakker                              | Meijel | brons       |            |
| 1997      | Het Haantje                            | Dolf Wong Lun Hing | De Bemde bij 30                                   | Meijel | brons       |            |
| 1998      | Mens en natuur in evenwicht            | Dick van Wijk      | Raadhuisplein                                     | Meijel | brons       |            |
| 2001      | Hangende Zaadlijst                     | Désirée Tonnaer    | Alexanderplein 2 (in Gemeenschapshuis D'n Binger) | Meijel | brons       |            |
| 2008      | Ut Kievelmenneke                       | Marie-Louise Caubo | Schoolstraat / Alexanderplein                     | Meijel | brons       |            |
| 2014      | Memorialmuur Arjan Betting             | Tom Lenders        | Steegje aan de Kerkstraat; naast de noodkerk      | Meijel | graffiti    |            |
| 2015      | Turfaak (rotondekunst)                 | Petra Verhees      | provincieweg N275 / Roggelsedijk                  | Meijel | glas        |            |
| 2015      | Peelkar(rotondekunst)                  | Joep Rooijakkers   | Randweg N279 / Jan Truijenstraat                  | Meijel | cortenstaal |            |
| 2015      | Peeltroef Medelo                       | Dirk Verberne      | Raadhuisplein                                     | Meijel | cortenstaal |            |
| 2024      | De Waterbroeders                       | Dirk Verberne      | Heldensedijk                                      | Meijel | cortenstaal |            |

## Panningen
| Geplaatst | Omschrijving                  | Kunstenaar              | Straat                                                    | Plaats    | Materiaal                     | Afbeelding |
| --------- | ----------------------------- | ----------------------- | --------------------------------------------------------- | --------- | ----------------------------- | ---------- |
| 1856      | Grafmonument Guillon-Engels   | Jean-Henri Leeuw        | Kerkstraat 3, begraafplaats                               | Panningen | frans zandsteen               |            |
| 1962      | Industrieel monument          | Wim Rijvers             | Kerkstraat / Schoolstraat                                 | Panningen | brons, beton                  |            |
| 1983      | Gespleten vrucht              | Joop Wismans            | Wilhelminapark (Parklaan)                                 | Panningen |                               |            |
| 1983      | Kapel (op zuil)               | Pii Daenen              | Pastoor Huijbenplein                                      | Panningen | brons                         |            |
| 1986      | Nijverheid en Handel(fontein) | Hans Reijnders          | Kepringelehof                                             | Panningen | graniet                       |            |
| 1997      | Rechten van de mens           | Petra Verhees           | Huis van de Gemeente (in de bibliotheek), Wilhelminaplein | Panningen | glas                          |            |
| 1998      | Ontmoeting                    | Jef Wishaupt            | Wilhelminapark (Parklaan)                                 | Panningen | brons                         |            |
| 2001      | Communicatie                  | Petra Verhees           | Kerkstraat 27                                             | Panningen | glas                          |            |
| 2001      | Reveil                        | Erik Kierkels           | J.F. Kennedylaan 95                                       | Panningen | brons                         |            |
| 2001      | Ruimtelijk werk               | Guus Seibert            | Raadhuisstraat                                            | Panningen | cortenstaal                   |            |
| 2001      | Hang-, Kiss- and Smokespot    | Dré Wapenaar            | Minister Calsstraat 9                                     | Panningen | Staal en kunststof            |            |
| 2006      | Waterstraal                   | Theo Coenen             | Gemeentewerf, JF Kennedylaan 212                          | Panningen | cortenstaal                   |            |
| 2007      | Zorgdrager                    | Erik Kierkels           | Steenbakkersstraat 2                                      | Panningen | Gietijzer, cortenstaal, brons |            |
| 2007      | De Lucht (muurgedicht)        | Tanja Webbers           | Schoutenring                                              | Panningen | cortenstaal                   |            |
| 2007      | Coulisse                      | Erik Kierkels           | Raadhuisplein 6 (binnen bij DOK6)                         | Panningen | brons                         |            |
| 2011      | Toekomst is                   | Erik Kierkels           | Minister Calsstraat 10                                    | Panningen | beton, cortenstaal, RVS       |            |
| 2014      | Interactieve communicatie     | Yannick Joosten         | Rieterlaan / Burgemeester Engelstraat                     | Panningen | polyester                     |            |
| 2015      | Duurzaamheid (rotondekunst)   | Ves Reijnders           | Kerkstraat / J.F. Kennedylaan                             | Panningen | sloopauto's                   |            |
| 2015      | Dialoog                       | Ann Hermans             | Wilhelminastraat                                          | Panningen | brons                         |            |
| 2017      | Midnight shopping couple      | Toni Marí               | Raadhuisplein/ Julianastraat                              | Panningen | cortenstaal                   |            |
| 2017      | Leerlooier                    | Toni Marí               | Raadhuisplein/ Leerlooierweg                              | Panningen | cortenstaal                   |            |
|           | Samen schouders eronder       | Frans Cox               | Koninginnelaan 4                                          | Panningen | keramiek                      |            |
| onbekend  | Muurreliëf en sculptuur       | Ollie de Vries-Van Abbe | Kerkstraat 8, binnentuin Lazaristen                       | Panningen |                               |            |
| onbekend  | Kiwanes (rotondekunst)        | onbekend                | rotonde De Wietel, Raadhuisstraat / J.F. Kennedylaan      | Panningen |                               |            |
| onbekend  | Haan                          | onbekend                | Kerkstraat 32                                             | Panningen |                               |            |
| onbekend  | Twee koeien                   | onbekend                | Paterstraat / Wietelweg                                   | Panningen |                               |            |
| onbekend  | Stier                         | onbekend                | Raadhuisstraat 168                                        | Panningen |                               |            |